# فرانثيسكو دي باولا سانتاندير
فرانثيسكو دي باولا سانتاندير إيه أومانيا (بالإسبانية: Francisco de Paula Santander) هو نائب رئيس كولومبيا الكبرى فيما بين عامي 1819 و1827، معنيًا بالسلطة التنفيذية، ورئيس جمهورية غرناطة الجديدة في الفترة من 1832 إلى 1837. وُلد في 2 أبريل 1792 في بييا ديل روساريو دي كوكوتا، بملكية غرناطة الجديدة. عُرف برجل القوانين ومنظم النصر. وتُوفي في بوغاتا، بجمهورية غرناطة الجديدة في 6 مايو 1840.
كان والده، خوان أجوستين سانتاندير إيه كولميناريس، الذي كان حاكمًا لمقاطعة سان فوستينو دي لوس رييس وعمل على زراعة الكاكاو في ممتلكاته الريفية، بينما كانت والدته مانويلا أنطونيا دي أومانيا إيه رودريجيث، وينتميا كلاهما إلى عائلات الكريول، اللاتي انحدرن من المسئولين الاستعمارين، الذين ووصلوا في عهد مملكة غرناطة الجديدة.

## علاقته مع بوليفار لتحرير أمريكا اللاتينية
في 1818، تمكن سيمون بوليفار سمح في فنزويلا، وفرانثيسكو دي باولا سانتانديرفي غرناطة الجديدة، في البدء لتنسيق الإجراءات المشتركة من مناطق نفوذهم التي تدعُم الوحدة العسكرية. وكانت غرناطة الجديدة محورًا رئيسيًا للمقاومة الثورية ضد قوات القائد الإسباني بابلو مورييو في سهول كاساناره الكولومبية، وهي منطقة محاذية لسهول أبوري الفنزويلية وأراوكا الكولومبية، حيث قام بعض الثوار الغرناطيين الأكثر التزامًا بالانسحاب لمقاومة العنف المضاد من قوات القائد العسكري خوان دي سامانو، بوصفها معقلًا وطنيًا لسانتاندير. وفي هذه الأثناء، منح بوليفار سانتاندير رتبة عميد، وأعطاه لقب قائد عام لفرق الطليعة. وتعاون الاثنين في وضع خطة تسمح لسانتاندير بإعداد محافظة كاساناره وتوحيد متمردي الجنوب مع تقديم تقارير إلى بوليفار عن القوات الإسبانية لبدء غزو غرناطة الجديدة.

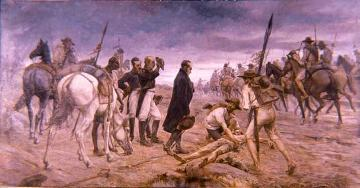
عبور جيش المُحررعبر الحديقة الوطنية الطبيعية.

وفي 27 مايو 1819، قام بوليفار بواحدة من أبرز مآثره العسكرية، عبور جبال الأنديز، التي تمت في مرحلة صعبة، والتي اُعتبرت أمرًا مستحيلًا في تلك الفترة، حيث كان عدد الجيش لا يتجاوز ألفي وخمسمائة رجلًا، سلكوا طريقًا صغيرًا في جو ممطر، وقطعوا بحيرات وجبالًا، كان الإسبان يعتبرون المرور فيها متعذرًا وشبه مستحيلًا، وتم بعد ذلك تقدم القوات الوطنية الصعب عبر الحديقة الوطنية الطبيعية بيسبا، حتى اللحاق بالمواليين للملكية في 25 يوليو 1819 في معركة بانتانو دي بارجاس، والذي هرب بنهاية الأمر، مما سمح للوطنيين بالوصول إلى مدينة تونخا في 4 أغسطس. وهناك، التقى مع القوات الوطنية تحت قيادة سانتاندير في بلدة تامي بأراوكا، حيث بدأت حملة تحرير غرناطة الجديدة.

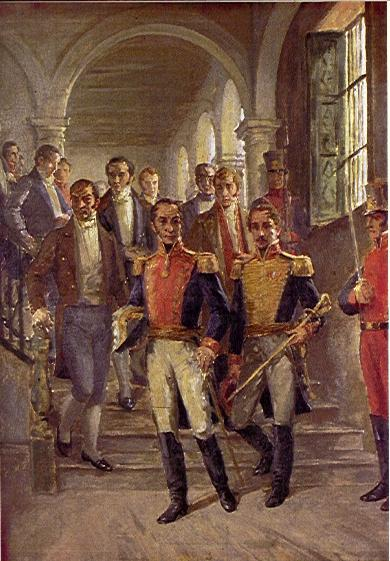
بوليفار وفرانثيسكو دي باولا سانتاندير أثناء مؤتمر كوكوتا، أكتوبر 1821.

وفي أكتوبر 1821، أسفر مؤتمر كوكوتا عن الظهور الرسمي لجمهورية كولومبيا، وتأسسيها تحت اسم كولومبيا الكبرى عبر سن القانون الأساسي لجمهورية كولومبيا الكبرى، والذي اشتمل، بدءًا من تلك اللحظة، على أراضي غرناطة الجديدة وبنما والإكوادور وفنزويلا، واللاتي انقسمن سياسيًا إلى ثلاثة أقسام: كونديناماركا (بوغوتا)، وفنزويلا (كاراكاس)، وكيتو. وأعلن في المؤتمر نفسه في ديسمبر 1821 تنصيب بوليفاررئيسًا للجمهورية، فيما ارتقى فرانثيسكو دي باولا سانتاندير إلى منصب نائب الرئيس، في مشهد يجمع بين جمهوريات فنزويلا وغرناطة الجديدة من ذلك اليوم تحت مسمى جمهورية كولومبيا.

## خلافه مع بوليفار وانتزاعه السلطة
بدءًا من عام 1827، دبت الخصومات الشخصية بين قادة الثورة، وقاموا باستغلال الصراعات السياسية، التي انتهت بتدمير آفاق اتحاد أمريكا الجنوبية التي حارب بوليفار من أجلها. وفي 5 يوليو 1827، توجه بوليفار إلى سانتا في في بوغوتا في لعقد اتفاقية من شأنها إنشاء دستور جديد واستعادة الوفاق الوطني بعد المعارك ضد الإسبان والخلافات التي نشبت بين الأحزاب.
وفي في 9 أبريل 1828، عُقد مجلس أوكانيا ومنذ بداية الاجتماع، انفسم الحاضرون إلى ثلاثة مجموعات، كان الجنرال فرانثيسكو دي باولا سانتاندير، نائب رئيس كولومبيا الكبرى، على رأس المجموعة الأولى، والذي دافع عن مفهوم الحكومة الفيدرالية؛ فيما كان سيمون بوليفار نفسه على رأس المجموعة الثانية المدافعة عن الحكومة المركزية؛ بينما كان المستقلين بقيادة خواكين موسكيرا، وبعض القادة بالمجموعة الثالثة. وفشل المجلس، حيث لم يتم الموافقة على أي واحدة من الحلول المقترحة لوضع دستور جديد. ولم يكتمل بعده النصاب القانوني لاستكمال المجلس لتغيب أتباع بوليفار عنه في 10 يونيو 1828.
واختلف سانتاندير مع بوليفار ورحل إلى المنفى.
وعقب وفاة بوليفار في 17 ديسمبر 1830،، تم حل كولومبيا الكبرى قانونيًا في 1831، حيث ضربها التفكك بسبب الخلافات السياسية التي جزأت النظام الدستوري. وتأسست الجمهوريات الثلاث غرناطة الجديدة وفنزويلا والإكوادور، واللاتي بقين تحت قيادة ونفوذ قائد غرناطة الجديدة، فرانثيسكو دي باولا سانتاندير، العائد من المنفى، والفنزويلي خوسيه أنطونيو بايث، والإكوادوري خوان خوسيه فلوريس.

## وصلات خارجية
- فرانثيسكو دي باولا سانتاندير على موقع الموسوعة البريطانية (الإنجليزية)